# Your Call
Your Call è il secondo singolo estratto dal secondo album di Secondhand Serenade, A Twist in My Story, pubblicato nel 2008.

## Il brano
Your Call è una delle due canzoni di Awake (primo album di Secondhand Serenade) ripubblicate in A Twist in My Story, riarrangiata e registrata nuovamente con una band. Del brano esistono in tutto sei versioni: la prima è quella registrata nella prima edizione di Awake del 2005, che differisce da quella della riedizione del 2007 per l'eliminazione dei cori nella seconda strofa e un diverso accordo della chitarra; la terza è quella inserita nel secondo album A Twist in My Story, dove la chitarra acustica e il piano sono accompagnate anche da una batteria, due chitarre elettriche e un basso, con l'aggiunta di un coro verso la fine della canzone; la quarta, realizzata in occasione della pubblicazione del brano come singolo, differisce da quella contenuta nell'album per un uso maggiore delle percussioni e degli archi, oltre che per il taglio della frase "I know everything you wanted isn't anything you have" nell'ultimo ritornello. Questo taglio è stato riconfermato anche nella quinta versione realizzata da John Vesely in A Naked Twist in My Story, dove il brano è realizzato con l'unico uso del piano supportato da alcuni suoni orchestrali che caratterizzano il suo crescendo verso il secondo ritornello. La sesta versione, contenuta in Awake: Remix & Remastered, 10 Years & 10,000 Tears Later, è infine un rifacimento realizzato sulla base della seconda, differente da essa a livello di missaggio e produzione e per la presenza di archi.
John Vesely si è rivelato soddisfatto della versione "Radio Version" del brano, registrata agli Abbey Road Studios di Londra e pubblicata anche nell'edizione speciale di A Twist in My Story uscita nel 2009.

## Video musicale
Il video, diretto da Ryan Rickett e pubblicato il 5 dicembre 2008 in anteprima su FNMTV, inizia con John Vesely che canta al centro del palco di un teatro suonando la sua chitarra. Successivamente volta le spalle al pubblico e si dirige verso una figura femminile, mentre il paesaggio intorno comincia a cambiare. Dopo aver attraversato diversi luoghi, sempre inseguendo da lontano la donna, quest'ultima finalmente si gira verso Vesely, che rimane incantato davanti al suo sguardo.

## Tracce
Testi e musiche di John Vesely.
CD
1. Your Call – 3:55
2. Fall for You (Acoustic) – 3:09

Download digitale
1. Your Call (Radio Version) – 3:35

## Formazione
Your Call
- John Vesely – voce, chitarra, basso, piano
- Butch Walker – chitarra, basso, tastiera
- Darren Dodd – batteria
- Rob Mathes – direzione orchestra
- Warren Zielinski – violino
- Perry Montague-Mason – violino
- Anthony Pleeth – violoncello
- Peter Lale – viola
- Juliette Beavan – cori
- Joe Grah – cori
- Chelsea Marshall – cori
- Roberta Freeman – cori

Fall for You (Acoustic)
- John Vesely – voce, chitarra acustica, tastiera
- Lucy Walsh – voce secondaria